# Allium inderiense
Allium inderiense là một loài thực vật có hoa trong họ Amaryllidaceae. Loài này được Fisch. ex Bunge mô tả khoa học đầu tiên năm 1838.